# Waldbrände in Kalifornien 2018

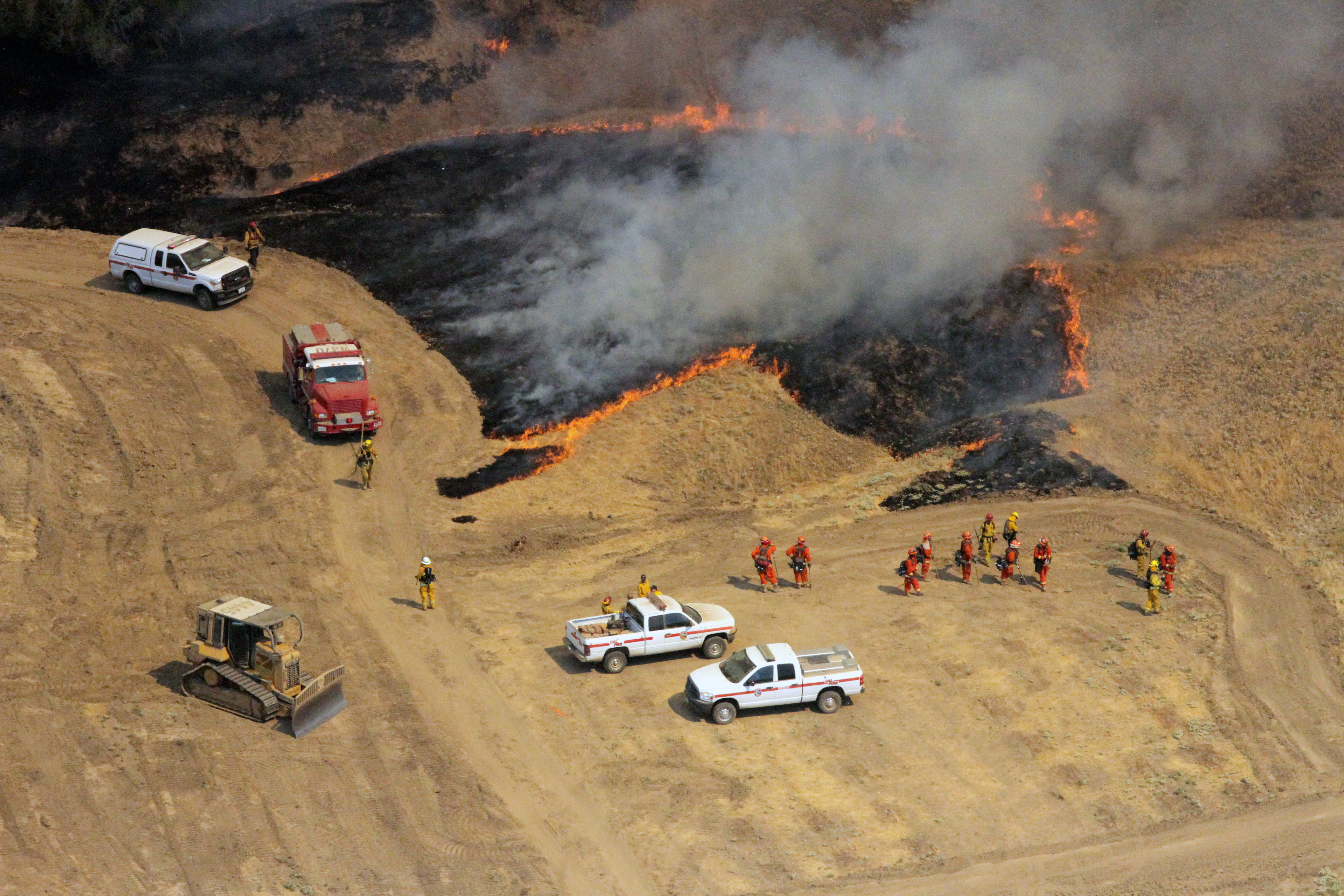
Feuerwehrmannschaften der kalifornischen Abteilung für Forstwirtschaft und Brandschutz (CAL FIRE)

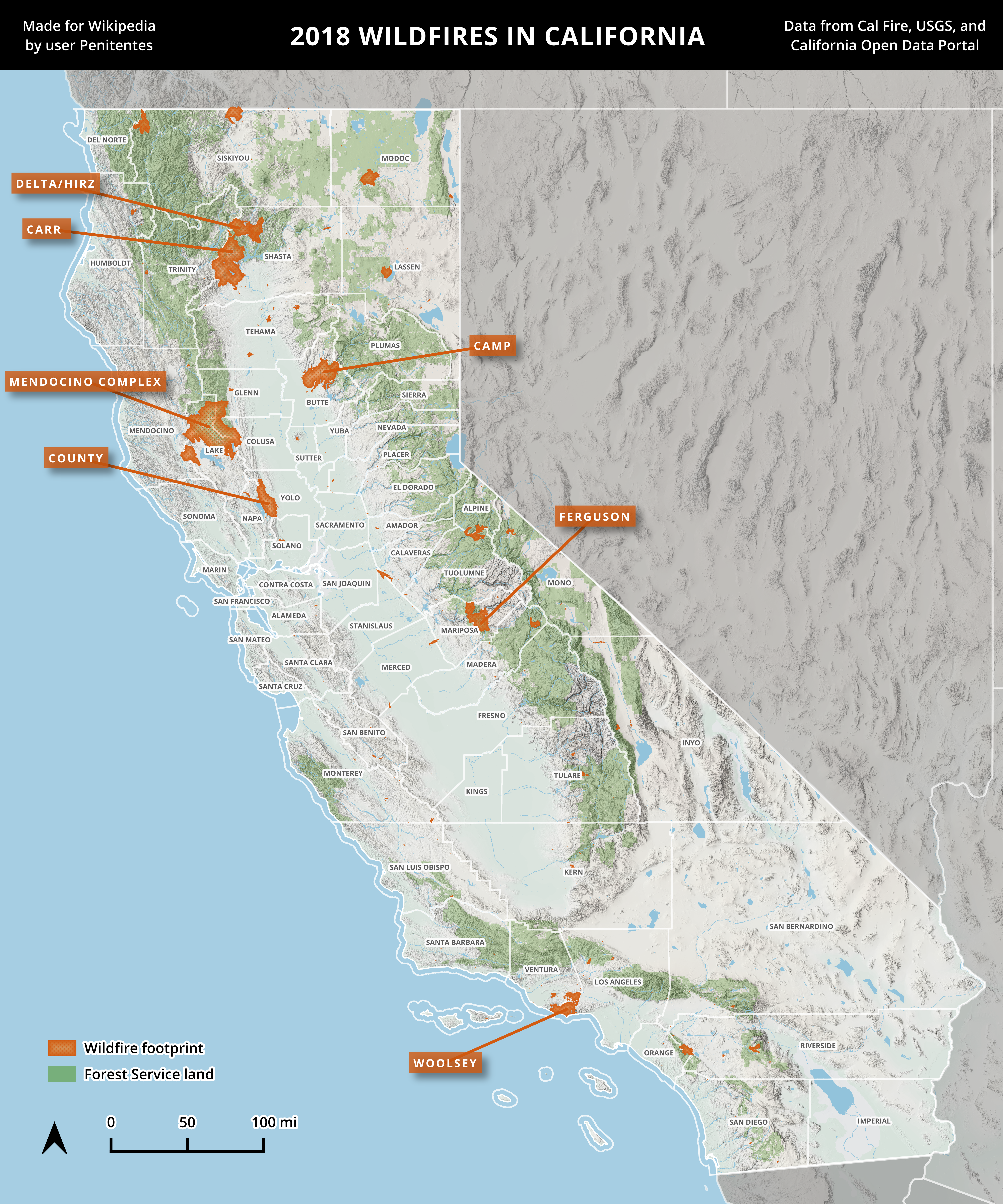
Fußabdruck der großen Waldbrände im Jahr 2018

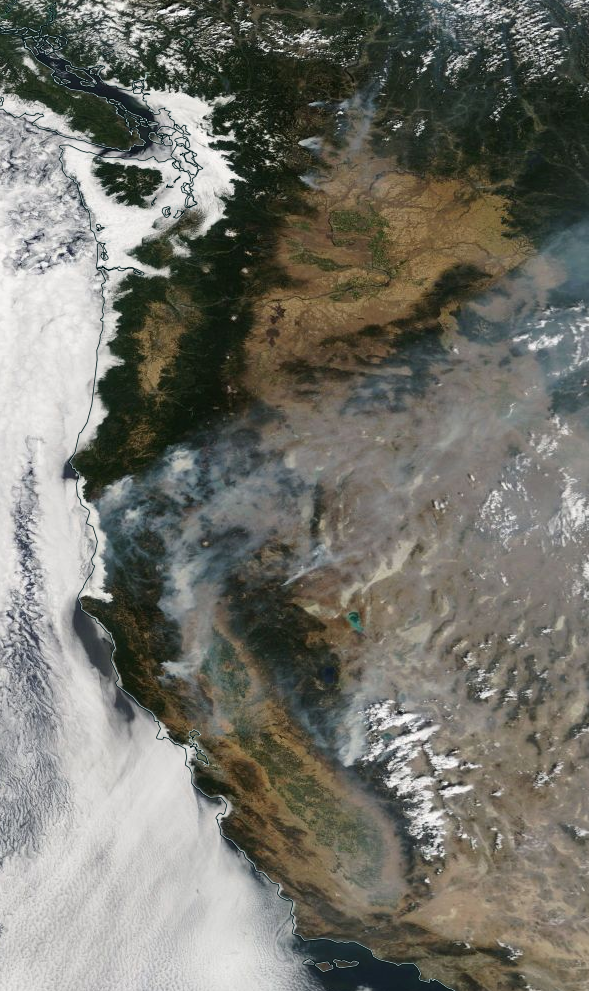
Situation am 1. August 2018, die Rauchentwicklung ist auf dem Satellitenbild zu erkennen

Die Waldbrände in Kalifornien 2018 betrafen eine Vielzahl von Regionen. Die Waldbrandsaison war sowohl die tödlichste als auch eine der zerstörerischsten, die es in Kalifornien bis zu diesem Zeitpunkt gab. Insgesamt brannten 8527 einzelne Feuer eine Fläche von 1,9 Mio. acre (ca. 7700 Quadratkilometer) Fläche nieder, fast 2 % der Landesfläche Kaliforniens. Dies stellte einen neuen Rekordwert dar, der allerdings in der Brandsaison 2020 bereits wieder deutlich übertroffen wurde, als mit über 16.000 km² mehr als doppelt so viel Fläche verbrannte. In Medien wurden die Brände als die bis dato schlimmsten Brände in der Geschichte Kaliforniens bezeichnet.
Der ökonomische Schaden inklusive Gesundheitskosten und indirekten Schäden wurde im Jahr 2020 auf ca. 148 Mrd. Dollar taxiert. Nach einer 2019 von der Münchener Rückversicherung getätigten Analyse lagen die direkten Schadenskosten bei 24 Milliarden US-Dollar, davon seien 18 Milliarden Dollar versichert gewesen. Die Brände waren somit zu diesem Zeitpunkt nach Schadenssumme die folgenschwersten aller Zeiten, gefolgt von der Brandsaison 2017.
Die Ausmaße der Waldbrände werden im Kontext des menschengemachten Klimawandels bewertet. Ein im August 2018 veröffentlichter Forschungsbericht der kalifornischen Regierung geht von einer weiteren Verschärfung der Situation im Rahmen des voranschreitenden Klimawandels aus. Anfang November kam es zu den seit Jahrzehnten schwersten Waldbränden, die die Kleinstadt Paradise fast vollständig zerstörten. Auch weite Teile des Küstenorts Malibu, darunter zahlreiche Villen Prominenter, fielen dem Flammenmeer zum Opfer.

## Wetter- und Klimabedingungen
Nach einer in dem Fachblatt Nature Climate Change veröffentlichten Studie ist in Kalifornien durch den Klimawandel zu erwarten, dass die Trockenperioden noch trockener und die Winter mancher Jahre nasser werden. Dies führt einerseits zu Dürren, andererseits zu Überflutungen. Bereits von 2012 bis 2017 hatte Kalifornien unter großem Wassermangel gelitten. Die Dürrephase wurde mit der mittelalterlichen Megadürre von 979 bis 981 verglichen. In der Trockenheit entstanden immer wieder Waldbrände. 2014 rief Gouverneur Jerry Brown den Dürre-Notstand aus, den er im April 2017 nach starken Regenfällen  für beendet erklärte. 2017 richteten Busch- und Waldbrände außergewöhnlich schwere Schäden an. Alleine das „Thomas-Feuer“ im Dezember vernichtete 113.000 Hektar Land. 2018 herrschte bereits im März Trockenheit, die erste Buschbrände zur Folge hatten.

## Juli/August
Ein Hochdruckgebiet hatte wärmere Luft, Trockenheit und starke Winde in die Region gebracht.
Mitte August waren mehr als 40 Menschen umgekommen, Tausende Häuser abgebrannt, 50.000 Menschen evakuiert und ein geschätzter Schaden von mehr als zehn Milliarden Dollar entstanden.
Zwei Waldbrände im Norden Kaliforniens, das sogenannte Ranch- und das River-Feuer, wuchsen nahe dem Ort Mendocino zum größten bekannten Feuer in der Geschichte Kaliforniens zusammen. Es wurde Mendocino Complex genannt. Das Feuer erfasste eine Fläche von knapp 1150 Quadratkilometern. Es übertraf die Brandfläche des Thomas-Feuers, das am 4. Dezember 2017 in Südkalifornien ausgebrochen war.
Beim Carr-Feuer nahe Redding, nordöstlich von Mendocino, kamen mindestens sechs Menschen ums Leben. Mehr als tausend Häuser wurden zerstört.
Das „Holy Fire“ fand im Cleveland National Forest südöstlich von Los Angeles statt.
Ein weiterer großer Brand befand sich wenige Kilometer vom Yosemite-Nationalpark entfernt.

## November

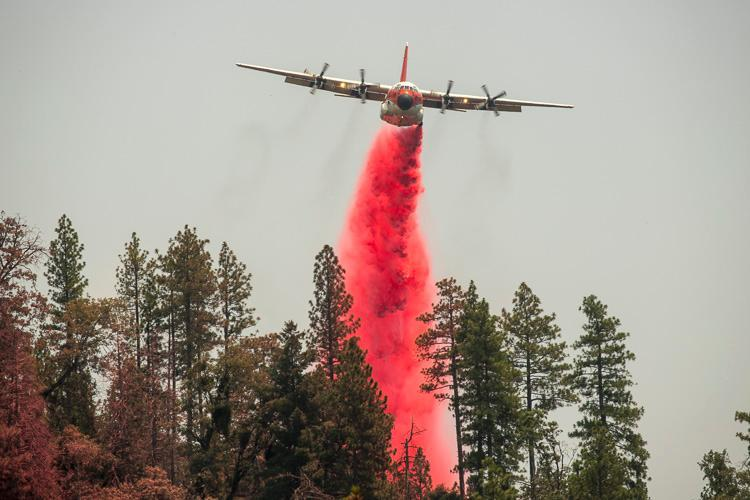
Löschflugzeug im Einsatz

Am 8. November entstanden erneut Brände an mehreren Stellen im Norden sowie im Südwesten Kaliforniens. Im Butte County breitete sich der als „Camp Fire“ bezeichnete Brand binnen eines Tages auf ein Gebiet von mehr als 30.000 Hektar aus und erreichte am 12. November eine Fläche von 44.000 Hektar. Nach Behördenangaben wurde die dort gelegene Kleinstadt Paradise fast vollständig zerstört. Aufgrund der Vielzahl und Größe der Brände waren weite Teile Kaliforniens von starker Luftverschmutzung infolge von Rauchschwaden betroffen. In San Francisco, das 350 km von den Bränden entfernt liegt, wurden die Anwohner aufgefordert, möglichst das Haus nicht zu verlassen und die Fenster geschlossen zu halten.
Bis zum 17. November 2018 kamen 74 Menschen ums Leben. Mehr als 1000 Menschen werden vermisst. Zudem brannten alleine in Paradise rund 9700 Wohnhäuser ab.
Ebenfalls betroffen war das an der Küste gelegene Malibu. Auch hier forderten die Behörden die Bewohner auf, die Stadt zu verlassen. Der stellvertretende Gouverneur Gavin Newsom rief für die Countys Butte, Los Angeles und Ventura den Notstand aus. Behindert wurden die Löscharbeiten durch starke Winde. Etliche Villen von Prominenten brannten ab. Das Gedicht Der Panther in der Originalhandschrift von Rainer Maria Rilke, das sich im Wohnhaus Thomas Gottschalks befand, fiel wie dessen Anwesen den Flammen zum Opfer. Zeitweise konnten 250.000 Menschen nicht zurück in ihre Wohnungen und Häuser.
US-Präsident Donald Trump machte für die Katastrophe Missmanagement in der Forstverwaltung des demokratisch regierten Bundesstaates verantwortlich und drohte Kalifornien mit dem Entzug von Bundesmitteln. Harold Schaitberger, Präsident der internationalen Vereinigung der Feuerwehrleute, wies Trumps Kommentare als rücksichtslos und beleidigend für die Feuerwehrleute und die von den Bränden Betroffenen zurück. Nachdem Gouverneur Jerry Brown Unterstützung angefordert hatte, stellte Trump Mittel des Bundes in Aussicht.

## Ökonomische Auswirkungen
Gemäß einer 2020 in Nature Sustainability veröffentlichten Studie, verursachten die Brände einen ökonomischen Schaden von ca. 148 Mrd. Dollar. In der Studie schätzten die Autoren dabei nicht nur die direkten ökonomischen Folgekosten infolge niedergebrannter Gebäude usw. ab, sondern rechneten auch Gesundheitskosten sowie indirekte ökonomische Schäden wie Produktionsausfälle von Industrieunternehmen ein. Gesundheitskosten und indirekte ökonomische Kosten hatten mit 31,5 bzw. 41,5 % Anteil an den Gesamtschäden größere Auswirkungen als die direkten Schadenskosten (27 %). Die wirtschaftlichen Schäden waren dabei nicht auf Kalifornien beschränkt; gemäß Studie traten 47,9 Mrd. Dollar indirekte Schadenskosten in anderen US-Bundesstaaten auf.

## Liste einzelner Brände
Die nachfolgende Liste nennt die Waldbrände, die eine Fläche von mehr als 1000 Acre (400 Hektar) vernichteten, Menschen töteten oder verletzten oder einen signifikanten Verlust an Eigentum verursachten.
| Name              | County(s)                      | Fläche /acres | entstanden am | gelöscht am   | Anmerkungen | Quelle(n)                   |
| ----------------- | ------------------------------ | ------------- | ------------- | ------------- | --- | --------------------------- |
| Pleasant          | Inyo                           | 2.070         | 18. Feb. 2018 | 3. Apr. 2018  | | [ 24 ]                      |
| Moffat            | Inyo                           | 1.265         | 19. Apr. 2018 | 21. Mai 2018  | | [ 25 ]                      |
| Nees              | Merced                         | 1.756         | 2. Mai 2018   | 17. Mai 2018  | | [ 26 ]                      |
| Patterson         | Riverside                      | 1.261         | 17. Mai 2018  | 21. Mai 2018  | | [ 27 ]                      |
| Panoche           | San Benito                     | 64            | 4. Juni 2018  | 7. Juni 2018  | 3 Tote | [ 28 ] [ 29 ]               |
| Stone             | Los Angeles                    | 1.352         | 4. Juni 2018  | 13. Juni 2018 | | [ 30 ]                      |
| Airline           | San Benito                     | 1.314         | 4. Juni 2018  | 14. Juni 2018 | | [ 31 ]                      |
| Apple             | Tehama                         | 2.956         | 9. Juni 2018  | 14. Juni 2018 | Drei Wohnhäuser und zwei Nebengebäude zerstört | [ 32 ]                      |
| Chrome            | Glenn                          | 2.290         | 9. Juni 2018  | 21. Juni 2018 | Ein Nebengebäude zerstört | [ 33 ]                      |
| Lions             | Madera                         | 13.347        | 11. Juni 2018 | 1. Okt. 2018  | | [ 34 ] [ 35 ]               |
| Planada           | Merced                         | 4.564         | 15. Juni 2018 | 21. Juni 2018 | | [ 36 ]                      |
| Yankee            | San Luis Obispo                | 1.500         | 20. Juni 2018 | 1. Juli 2018  | | [ 37 ]                      |
| Lane              | Tehama                         | 3.716         | 23. Juni 2018 | 4. Juli 2018  | Eine Verletzte | [ 38 ]                      |
| Pawnee            | Lake                           | 15.185        | 23. Juni 2018 | 8. Juli 2018  | 22 Gebäude zerstört, ein Verletzter | [ 39 ]                      |
| Creek             | Madera                         | 1.678         | 24. Juni 2018 | 5. Juli 2018  | Vier Wohngebäude und sieben Nebengebäude zerstört | [ 40 ]                      |
| Waverly           | San Joaquin                    | 12.300        | 29. Juni 2018 | 2. Juli 2018  | | [ 41 ]                      |
| County            | Lake, Napa, Yolo               | 90.288        | 30. Juni 2018 | 14. Juli 2018 | 20 Gebäude zerstört, ein Feuerwehrmann verletzt | [ 42 ]                      |
| Klamathon         | Siskiyou                       | 38.008        | 5. Juli 2018  | 16. Juli 2018 | 82 Bauwerke zerstört; ein Verletzter, drei Tote | [ 43 ] [ 44 ]               |
| Valley            | San Bernardino                 | 1.350         | 6. Juli 2018  | 22. Okt. 2018 | 5 Verletzte | [ 45 ] [ 46 ] [ 47 ]        |
| Holiday           | Santa Barbara                  | 113           | 6. Juli 2018  | 11. Juli 2018 | 20 Bauwerke zerstört | [ 48 ]                      |
| Pendleton Complex | San Diego                      | 1.800         | 6. Juli 2018  | 11. Juli 2018 | ursprünglich drei verschiedene Brände, die alle in Camp Pendleton brannten | [ 49 ] [ 50 ]               |
| West              | San Diego                      | 504           | 6. Juli 2018  | 11. Juli 2018 | 56 Bauwerke zerstört | [ 51 ]                      |
| Georges           | Inyo                           | 2.883         | 8. Juli 2018  | 18. Juli 2018 | | [ 52 ] [ 53 ] [ 47 ]        |
| Ferguson          | Mariposa                       | 96.901        | 13. Juli 2018 | 18. Aug. 2018 | 19 Feuerwehrleute verletzt und zwei weitere getötet, 10 Gebäude wurden zerstört | [ 54 ] [ 55 ]               |
| Eagle             | Modoc                          | 2.100         | 13. Juli 2018 | 17. Juli 2018 | | [ 56 ] [ 47 ]               |
| Natchez           | Del Norte, Siskiyou            | 38.134        | 15. Juli 2018 | 30. Okt. 2018 | | [ 57 ] [ 58 ]               |
| Carr              | Shasta                         | 229.651       | 23. Juli 2018 | 30. Aug. 2018 | 1079 Wohnhäuser, 22 Gewerbebauten und 503 Nebengebäude zerstört – 190 Wohnhäuser, 26 Gewerbebauten und 63 Nebengebäude beschädigt, drei Feuerwehrleute und fünf zivile Personen getötet                                                                              | [ 59 ]                      |
| Cranston          | Riverside                      | 13.139        | 26. Juli 2018 | 10. Aug. 2018 | | [ 60 ]                      |
| Mendocino Complex | Mendocino, Lake, Colusa, Glenn | 459.123       | 27. Juli 2018 | 18. Sep. 2018 | Ranch Fire und River Fires werden allgemeine als Mendocino Complex Fire bezeichnet. 157 Wohngebäude und 123 weitere Gebäude wurden zerstört – 13 Wohngebäude und 24 andere Gebäude wurden beschädigt; ein Feuerwehrmann wurde getötet, vier weitere wurden verletzt. | [ 61 ] [ 62 ] [ 63 ] [ 64 ] |
| Whaleback         | Lassen                         | 18.703        | 27. Juli 2018 | 7. Aug. 2018  | | [ 65 ]                      |
| Butte             | Sutter                         | 1.200         | 31. Juli 2018 | 3. Aug. 2018  | | [ 66 ]                      |
| Donnell           | Tuolumne                       | 36.450        | 1. Aug. 2018  | 1. Okt. 2018  | 135 Gebäude zerstört; 9 Zivilisten verletzt | [ 67 ]                      |
| Tarina            | Kern                           | 2.950         | 3. Aug. 2018  | 6. Aug. 2018  | | [ 68 ]                      |
| Pendleton         | San Diego                      | 1.000         | 5. Aug. 2018  | 6. Aug. 2018  | Brannte in Camp Pendleton | [ 69 ]                      |
| Turkey            | Monterey                       | 2.225         | 6. Aug. 2018  | 6. Aug. 2018  | | [ 70 ]                      |
| Holy              | Orange, Riverside              | 23.136        | 6. Aug. 2018  | 13. Sep. 2018 | 18 Bauwerke zerstört, drei Feuerwehrleute verletzt | [ 72 ] [ 73 ] [ 74 ]        |
| Five              | Kings                          | 2.995         | 6. Aug. 2018  | 8. Aug. 2018  | | [ 75 ]                      |
| Hirz              | Shasta                         | 46.150        | 9. Aug. 2018  | 12. Sep. 2018 | | [ 76 ]                      |
| Hat               | Shasta                         | 1.900         | 9. Aug. 2018  | 16. Aug. 2018 | | [ 77 ]                      |
| Nelson            | Solano                         | 2.162         | 10. Aug. 2018 | 12. Aug. 2018 | | [ 78 ]                      |
| Stone             | Modoc                          | 39.387        | 15. Aug. 2018 | 29. Aug. 2018 | | [ 79 ]                      |
| Mill Creek 1      | Humboldt                       | 3.674         | 16. Aug. 2018 | 30. Aug. 2018 | | [ 80 ]                      |
| Front             | San Luis Obispo, Santa Barbara | 1.014         | 19. Aug. 2018 | 29. Aug. 2018 | | [ 81 ]                      |
| North             | Placer                         | 1.120         | 3. Sep. 2018  | 16. Sep. 2018 | | [ 82 ]                      |
| Boot              | Mono                           | 6.974         | 4. Sep. 2018  | 15. Sep. 2018 | | [ 83 ]                      |
| Kerlin            | Trinity                        | 1.751         | 4. Sep. 2018  | 17. Sep. 2018 | | [ 84 ]                      |
| Delta             | Shasta                         | 63.311        | 5. Sep. 2018  | 7. Okt. 2018  | Wurde vom Hirz Fire geschluckt; 20 Bauwerke zerstört | [ 85 ]                      |
| Snell             | Napa                           | 2.490         | 8. Sep. 2018  | 15. Sep. 2018 | | [ 86 ]                      |
| Charlie           | Los Angeles                    | 3.380         | 22. Sep. 2018 | 1. Okt. 2018  | | [ 87 ] [ 88 ]               |
| Alder             | Tulare                         | 4.653         | 4. Okt. 2018  | 7. Dez. 2018  | | [ 89 ]                      |
| Eden              | Tulare                         | 1.777         | 4. Okt. 2018  | 7. Dez. 2018  | | [ 90 ] [ 91 ]               |
| Branscombe        | Solano                         | 4.700         | 7. Okt. 2018  | 9. Nov. 2018  | vier Bauwerke zerstört | [ 92 ] [ 93 ]               |
| Sun               | Tehama                         | 3.889         | 7. Okt. 2018  | 12. Okt. 2018 | | [ 94 ]                      |
| Mountaineer       | Tulare                         | 1.270         | 13. Okt. 2018 | 7. Dez. 2018  | | [ 95 ]                      |
| Camp              | Butte                          | 153.336       | 8. Nov. 2018  | 25. Nov. 2018 | 5 Feuerwehrleute verletzt, 88 Bewohner getötet, 12 weitere verletzt, 249 Vermisste; 19.068 Bauwerke zerstört, 669 Bauwerke beschädigt | [ 96 ] [ 97 ]               |
| Nurse             | Solano                         | 1.500         | 8. Nov. 2018  | 27. Nov. 2018 | | [ 98 ]                      |
| Hill              | Ventura                        | 4.531         | 8. Nov. 2018  | 15. Nov. 2018 | vier Bauwerke zerstört | [ 99 ]                      |
| Woolsey           | Los Angeles, Ventura           | 96.949        | 8. Nov. 2018  | 22. Nov. 2018 | 1500 Bauwerke zerstört, 341 beschädigt | [ 100 ] [ 101 ] [ 102 ]     |

Die in dieser Tabelle angeführten Todeszahlen summieren sich auf 102 Tote.